# Kluis van Santa Maria della Stella

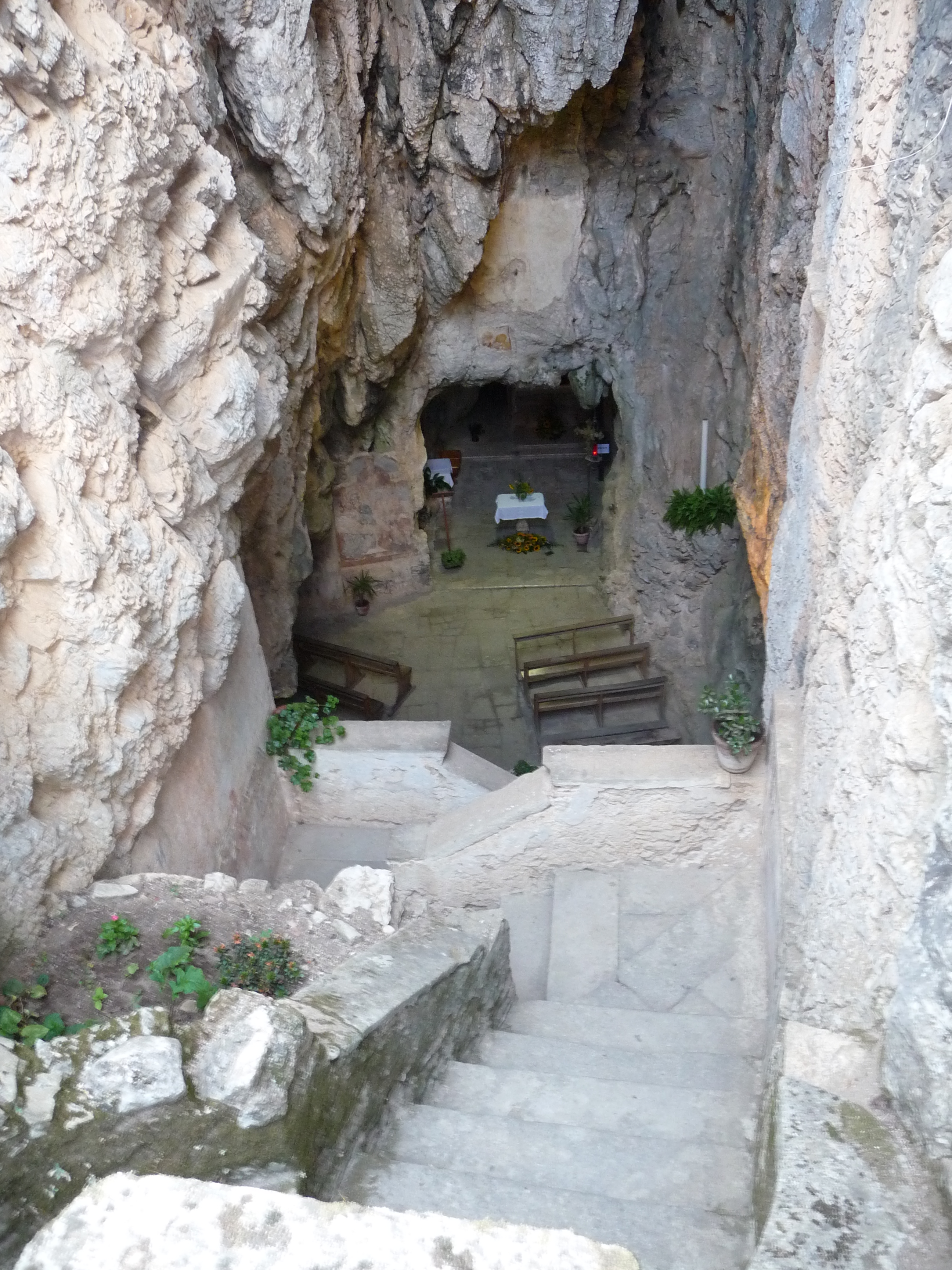
Rots van Monte Stella

De Kluis van Santa Maria della Stella (Italiaans: Eremo di Santa Maria della Stella) is een voormalig Byzantijnse klooster in een grot in het Italiaanse dorp Pazzano.

## Geschiedenis
Het klooster wordt voor het eerst vernoemd in de Griekse codex van Parijs (598). Volgens de katholieke overlevering zou de kerk ontstaan zijn in 1562, toen een schip langs de Calabrese kust voer met een madonna-beeld aan boord.  Ter hoogte van Monasterace priemde een  zonnestraal door de wolken die de grot van Monte Stella aanwees.  Het marmeren beeld werd afgeladen en op een ossenkar gehesen.  Bij aankomst in de grot, ontsprong er spontaan een bron. Toen het water in twee kruiken werd opgevangen, geraakten deze nooit gevuld, hoewel het water bleef stromen, vandaar dat er zowel aan het water als aan de grot miraculeuze krachten worden toegekend.
Vastgeklampt aan de hellingen van de gelijknamige berg, ligt deze kluizenaarskerk van Santa Maria Della Stella in een diepe en suggestieve grot, waar nog voor het tijdstip vermeld in de legende de Heilige Maria werd vereerd.
Het dorpje Pazzano telt 605 inwoners en was in de tijd van de Bourbons (18de-19de eeuw) het grootste centrum van ijzerertswinning van het hele zuiden van Italië. 
Bij de inval van de Saracenen in de 11de eeuw vluchtte Cristodulo, het hoofd van het Byzantijnse klooster, naar Griekenland en eens de inval voorbij keerde zijn opvolger Paolo terug naar de streek, maar de meeste manuscripten van het klooster werden overgebracht naar Stilo. In  1522 werd het klooster een heiligdom waarna het Mariastandbeeld hier werd geplaatst. Het werk zou van de hand van de Siciliaanse beeldhouwer Rinaldo Bonanno zijn. Zo werd het oorspronkelijk Byzantijnse klooster geleidelijk een katholieke kerk en verdwenen geleidelijk de oorspronkelijk Byzantijnse fresco's, hoewel er hier en daar nog sporen van te zien zijn. 
De toegang naar de grot leidt langs een lange trap van 62 treden, uitgehouwen in de rots. Naast het standbeeld bevinden zich in het heiligdom enkele schilderijen van de Onbevlekte Ontvangenis, de Heilige Drievuldigheid en de Aanbidding der Koningen. Bijzonder is ook het fragment van een 10de- tot 11de-eeuws Byzantijns fresco dat de Heilige Maria van Egypte afbeeldt terwijl ze de eucharistie ontvangt van de monnik Zosimus.

## Feestdag
Jaarlijks wordt op 15 augustus vanuit Pazzano ter ere van Maria Hemelvaart een bedevaart naar het Heiligdom gehouden.